# 穆爾加希鄉
44°30′N 23°52′E / 44.500°N 23.867°E
穆爾加希鄉（羅馬尼亞語：Comuna Murgași, Dolj），是羅馬尼亞的鄉份，位於該國西南部，由多爾日縣負責管轄，面積100平方公里，海拔高度236米，2007年人口2,616，人口密度每平方公里26人。